# He estat aquí
He estat aquí (títol original en anglès, I Came By) és una pel·lícula de thriller policial britànic del 2022 escrita, coproduïda i dirigida pel cineasta britànicoiranià Babak Anvari. La pel·lícula és protagonitzada per George MacKay, Percelle Ascott, Kelly Macdonald i Hugh Bonneville. La pel·lícula es va estrenar al Regne Unit el 19 d'agost de 2022, abans de la seva estrena en estríming el 31 d'agost a Netflix. S'ha subtitulat al català.